# Гампельн, Карл
Карл Карлович Га́мпельн (нем. Karl Hampeln; 1794—1880-е) — известный художник-портретист пушкинской эпохи, рисовальщик, акварелист, гравёр и литограф, член Венской Академии художеств.

## Биография
Карл родился в 1794 году  глухонемым, однако некоторые источники ошибочно указывают на 1808 год, одновременно указывая, что уже с 1817 года (то есть в возрасте 9 лет) работал преподавателем, окончив академию.
Родился он в Москве, однако воспитывался в Вене — в учебном заведении для глухонемых.
Благодаря доброму отношению директора училища Мая, Гампельн поступил в число воспитанников Венской Академии художеств. Во время Венского конгресса 1815 года он был представлен императору Александру I, который оплатил дальнейшее обучение Гампельна. Весной 1817 года Гампельн выехал в Россию, 14 июня он приехал в Москву, а 21 июня вся его семья была уже в Петербурге.
Гампельн передал императрице Марии Фёдоровне рекомендательное письмо из Вены, которая попросила президента Императорской Академии художеств А. Н. Оленина определить художника куда-нибудь на работу. И через месяц он был принят в Училище глухонемых, где работал учителем рисования и гравирования до 1821 года. Сам он будучи глухонемым, подписывал свои картины полной фамилией или сложной монограммой, но всегда с добавлением фр. «Sourd-muet», а иногда просто «Sourd-muet» без имени и фамилии.
А. Н. Оленин сыграл важную роль в судьбе Гампельна: так, из письма Оленина столичному полиц-мейстеру Горголи следует, что братья Карл и Егор Гампельны, приехав в Петербург, не только жили в доме Оленина, но и находились на его попечении. 13 октября 1817 года Оленин писал в Москву дяде художника Е. Ф. Риттеру о том, что Гампельны живут в его доме и «ведут себя по сие время добропорядочно».
В 1825 году в письме Н. М. Лонгинову Оленин пишет, что Гампельн нашёл в его доме «тихое пристанище». Он мог встречаться с крупнейшими представителями литературы, изобразительного искусства, театра, ему были открыты собрания произведений живописи и графики, археологические коллекции и книжные издания, которыми был наполнен дом президента Академии художеств. Хранящаяся в Третьяковской галерее акварель «Автопортрет в мастерской» работы К. Гампельна даёт представление о его внутреннем убранстве.
В период следствия над декабристами эти знакомства, связанные с домом Оленина и семьей Коновницыных, сыграли роль в дальнейшей судьбе художника, который изобразил их портреты. В архивных материалах имеется свидетельство заботы А. Н. Оленина в январе 1826 года о получении Гампельном документа, «достаточного для прожития его в Санкт-Петербурге». Видимо, личность Гампельна привлекла внимание властей, в итоге ему пришлось сменить место жительства, он переезжает в Москву, где его тепло встретила общественность:

Не слышит он, не говорит:

Так суждено его звездою!

Но он волшебною рукою

Бездушное живым творит.
— «К портрету глухонемого живописца Гампельна»
«Дамский журнал» М. 1829, № 31, С. 154
После него осталось много рисунков, которые находятся в собраниях С. С. Боткина, графа Д. И. Толстого и других лиц.
Из России Гампельн переселился в Лондон, а последние свои годы прожил в Вене, где умер в 1880-х годах.

## Гравюры Гампельна
Из его гравёрных работ известны:
- Святое Семейство
- Иоанн Креститель подводит к Спасителю барашка
- «Peint par Jean van Hoeck. — Gravé par Charles de Hampeln Sourdmuet»
- Гулянье в Екатерингофе (1824)Гулянье в Екатерингофе. Длинная бумажная лента с гравированным изображением. На поле, справа, подпись: фр. «Dessiné d'après Nature et Gravé à St.-Petersbourg par Charles de Hampeln Sourdmuet . Длина ленты 10 метров, высота — 93 мм. Гампельн выполнил изображение с натуры и гравировал в 1824 году в мастерской Академии художеств в живописной технике акватинты.[5] Екатерингофское гулянье проводилось ежегодно 1 мая на дороге из Петербурга (от Калинкина моста) до Нарвской заставы и дальше в пригородный дворец Екатерингоф, таким образом отмечалось начало летнего сезона. Это было как народное гулянье с развлечениями и танцами, так и дворянское кружение в каретах и открытых экипажах. На листах узнается Александр I верхом в окружении придворных.[5]

## Литографии Гампельна
Из его литографий наиболее интересные, в том числе по качеству рисунка:
- Четыре больших конных портрета, объединённые общей подписью «Hampeln Sourd-muet», а типографским шрифтом дополнено:

1. Alexandre I-er
2. S. A. I. le grand-duc Constantin
3. S. A. I. le grand-duc nicolas
4. S. A. I. le grand-duc michel

- «Аббат К. М. Лене Родился в Версалии 25 нояб. 1712. | Умер в Париже 23 дек. 1789. | Печа: y Беггрова Невс. прос. № 25. | Рис. Гампельн. Глухонемой.»

## Портреты Гампельна
- Портрет Петра Петровича Есипова и Павла Яковлевича де Витта, конец 1810-х - первая половина 1820-х гг. (ГТГ)
- Портрет Николая Александровича Исленьева,конец 1810-х - начало 1820-х гг. (ГТГ)
- Портрет Павла Николаевича Котлубицкого, конец 1810-х - первая половина 1820-х гг. (ГТГ)
- Портрет Алексея Петровича Бутовского, 1817-1826 гг. (ГТГ)
- Портрет Николая Александровича Кокошкина, первая половина
1820-х гг. (ГТГ)
- Портрет Александра Васильевича Раевского, первая половина
1820-х гг. (ГТГ)
- Портрет Акима Васильевича Дуванова, первая половина
1820-х гг. (ГТГ)
- Портрет князя Фёдора Александровича Бековича-Черкасского, 1822 г. (ГТГ)
- Портрет князя Захара Семёновича Херхеулидзева, 1820-е гг.
- Портрет графа Михаила Семёновича Воронцова, 1820-е гг.
- Портрет князя Никиты Ивановича Дондукова-Корсакова, 1821 г. (ГТГ)
- Портрет Ивана Васильевича Черткова (?), 1820-е гг.
- Портрет полковника Павла Петровича Годейна,
начало 1820-х гг. (ГЭ)
- Портрет Александра Ивановича Лорера, первая половина 1820-х гг. (ГТГ)
- Портрет графа Петра Петровича Коновницына, первая половина
1820-х. (ГТГ)
- Портрет графа Петра Петровича Коновницына мл., 1823 г.
- Портрет Сергея Александровича Кокошкина, 1820-1823 гг. (ГТГ)
- Портрет Ольги Николаевны Кокошкиной, 1820-е гг.
- Портрет Варвары Александровны Корсаковой (?), первая половина 1820-х гг. (ГТГ)
- Портрет Тимофея Александровича Корсакова (?), первая половина 1820-х гг. (ГТГ)
- Портрет Дмитрия Гавриловича Бибикова, 1820-е гг.
- Портрет Софьи Сергеевны Бибиковой, 1820-е гг.
- Портрет неизвестной в шляпе, 1820-е г.
- Портрет Сергея Дмитриевича Львова, 1820-е гг.
- Портрет Павла Александровича Нащокина, 1820 г.
- Портрет Николая Васильевича Хвостова, 1822 г.
(ИРЛИ РАН)
- Портрет барона Павла Львовича Шиллинга фон Канштадта,
не позднее 1822 г. (ГТГ)
- Портрет Сергея Львовича Пушкина, 1824 г.
- Портрет княжны Анны Александровны Щербатовой, 1825-1828 гг.
- Портрет Елизаветы Александровны Савич (ур. княжны Щербатовой), 1828 г.
- Портрет княжны Натальи Александровны Щербатовой, 1828-1830 гг.
- Портрет Софьи Харитоновны Мудровой, конец 1820-х гг.
- Портрет Елизаветы Петровны Глебовой (ур. Стрешневой), конец 1820-х - начало 1830-х гг. (ГИМ)
- Портрет Александра Степановича Талызина, конец 1820-х гг.
- Портрет Ольги Николаевны Талызиной, конец 1820-х – начало 1830-х гг. (ГМЗ «Ростовский кремль»)
- Портрет Ольги Николаевны Талызиной, первая половина 1830-х гг. (ГРМ)
- Портрет Алексея Николаевича Верстовского, 1830-е г.
- Портрет Александра Дмитриевича Олсуфьева, не ранее 1832 г.
(ГМ А.С. Пушкина)
- Портрет Александра Сергеевича Ястребилова (?), не ранее 1834 г. (ГМИИ им. А.С. Пушкина)
- Портрет Ивана Петровича Постникова, 1834 г.
(Музей В.А. Тропинина)
- Портрет князя Фёдора Фёдоровича Гагарина,
1830-е гг.
- Портрет князя Степана Александровича Хилкова,
1830-е гг. (частное собрание)
- Портрет князя Сергея Ивановича Мещерского, 1830-е гг.
- Портрет Александра Александровича Вонлярлярского, 1830-е гг.
- Портрет Анны Петровны и Елены Петровны Ушаковых,
1830-е гг.
- Портрет Сергея Петровича Ушакова, 1830-е гг.
- Портрет Анны Платоновны Плаутиной, 1830-е гг.
- Портрет Анны Платоновны Плаутиной с сыном, 1830-е гг.
- Портрет князя Николая Михайловича Голицына, 1830-е гг. (ГМ А.С. Пушкина)
- Портрет князя Льва Михайловича Голицына, 1830-е гг.
(ГМ А.С. Пушкина)
- Портрет княгини Авдотьи Михайловны Голицыной, 1830-е гг. (Музей В.А. Тропинина)
- Портрет княгини Натальи Фёдоровны Горчаковой,
1830-е гг. (ГТГ)
- Портрет графини Аполлонии Михайловны Виельгорской,
1830-е гг.
- Портрет графини Екатерины Александровны Зубовой, 1830-е гг. (ГИХМ «Новый Иерусалим»)
- Портрет неизвестной с лорнетом, 1830-е гг.
- Портрет Степана Петровича Жихарева,
1830-е гг.
- Портрет Фёдора Петровича Глебова-Стрешнева, середина 1830-х гг. (ГИМ)
- Портрет офицера Ингерманландского гусарского полка, 1830-е гг.
- Портрет Василия Петровича Милюкова, 1838 г.
- Портрет Павла Александровича Извольского (?), 1839 г. (ГРМ)
- Портрет Аполлона Алексеевича Чижова, около 1846 г.
(частное собрание)
- Портрет князя Александра Петровича Оболенского, 1844 г. (ГИМ)
- Портрет Алексея Николаевича Свистунова, 1851 г.

- Портрет калмыцких князей Тюменевых, первая половина 1820-х гг. (ГТГ)
- Портрет сыновей графа Петра Петровича Коновницына, до 1830 г.

- Продавец гипсовых статуэток
- Сцена из Отечественной войны 1812 года